# Сицидія
Сицидія (Sycidium) — викопний рід харових водоростей (Characeae), залишки яких відомі у відкладах Девону. Зустрічаються у вигляді кулястих шкарлуп органів плодоношення. Описано близько 18 видів та інфравидових таксонів.

## Види та інфравидові таксони
- Sycidium beiliuense Zhen Wang, J.E.Conkin, R.J.Huang & H.N.Lu
- Sycidium beiliuense f. bipyramidum Zhen Wang, J.E.Conkin, R.J.Huang & H.N.Lu
- Sycidium beiliuense f. longum Zhen Wang, J.E.Conkin, R.J.Huang & H.N.Lu
- Sycidium clathratum R.E.Peck
- Sycidium duboisi B.Choubert
- Sycidium foveatum R.E.Peck
- Sycidium karpinskyi R.B.Samojlova
- Sycidium melo f. uralensis A.P.Karpinsky
- Sycidium melo F.Sandberger
- Sycidium melo var. pskowensis A.P.Karpinsky
- Sycidium miniglobosum Zhen Wang, J.E.Conkin, R.J.Huang & H.N.Lu
- Sycidium panderi (Ehrenberg) A.P.Karpinsky
- Sycidium panderi f. minor A.P.Karpinsky
- Sycidium paucisulcatum Prinada
- Sycidium reticulatum G.Sandberger
- Sycidium sipaiense (Zhen Wang & H.N.Lu) Zhen Wang, J.E.Conkin, R.J.Huang & H.N.Lu
- Sycidium volborthi A.P.Karpinsky
- Sycidium volborthii subsp. sipaiense Zhen Wang & H.N.Lu